# D920 (Val-de-Marne)
De D920 is een departementale weg in het Franse departement Val-de-Marne, ten zuiden van Parijs. De weg loopt van de noordelijke grens met Hauts-de-Seine via Arcueil en Cachan naar de zuidelijke grens met Hauts-de-Seine. In het noorden loopt de weg als D920 verder naar Montrouge en Parijs. In het zuiden loopt de weg verder als D920 naar Antony en Orléans.

## Geschiedenis
Oorspronkelijk was de D920 onderdeel van de N20. In 2006 werd de weg overgedragen aan het departement Val-de-Marne, omdat de weg geen belang meer had voor het doorgaande verkeer vanwege de parallelle autosnelweg A6. De weg is toen omgenummerd tot D920.